# Сражение при Гранове
Сражение при Гранове (пол. Bitwa pod Granowem) — сражение во время датского периода Тридцатилетней войны, произошедшее 3 августа 1627 года. Армия Священной Римской империи и Католической лиги нанесла поражение датско-протестантским войскам.
В 1627 году имперские войска предприняли наступление против так называемой Веймарской армии — одной из двух датских армий, дислоцированных в Моравии и Силезии. Под давлением имперских войск датчане были оттеснены к границам Польши. Протестанты переправились через Драву и заняли польские замки в Велене и Члопе. Их главным штабом стала деревня Гранов. Между тем 17 июля, после быстрого марша вдоль границ Польши, туда вошли имперские войска численностью около 7000 солдат под командованием полковника Габриэля Пехмана фон Шёнау и заняли Гожув-Велькопольский и Стшельце-Краеньске. 
3 августа 1627 года около 5000 солдат протестантских войск, расположившихся лагерем в Гранове, были атакованы около 4 часов утра частями имперской армии под командованием полковника Пехмана фон Шенау. В результате атаки некоторые офицеры и солдаты датских войск запаниковали и бежали. Среди бежавших был комиссар Иоахим фон Мицлаф. Имперские войска заняли Гранов. Датские войска возглавил полковник Генрих Вольф фон Баудис. Он сплотил оставшихся солдат и контратаковал противника. Датчане начали отвоевывать потерянную территорию. Датский полк, дислоцированного в соседнем Кженцине, помог контратаке. Датчане вытеснили противника из Гранова. Полковник Пехман получил смертельное ранение и его заменил полковник Иоганн фон Мероде. Он  перегруппировал свои войска и снова атаковал датчан. Хорватские части, входившие в состав имперских войск, и находившиеся в резерве, атаковали датчан с тыла. В результате оставшиеся датские части были разбиты и рассеялись. Окружённые остатки, несколько тысяч, капитулировали.
Поражение в этом сражении завершили неудачи Дании в Тридцатилетней войне. Имперские войска двинулись на северо-запад, и к концу 1627 года датчане были вытеснены почти из всей Германии.